# 马丁斯
马丁斯（葡萄牙語：Martins）是巴西北大河州的一个市镇。总面积169.466平方公里，总人口7551人，人口密度44.6人/平方公里。